# Volceansk
Volceansk sau Volciansk
,  transliterat ca Vovceansk din toponimul ucrainean Вовчанськ, este un oraș din regiunea Harkov, Ucraina, situat la 5 km de frontiera cu Rusia. În cursul invaziei rusești în Ucraina a fost ocupat între 24 februarie și 13 septembrie 2022.

## Populație
| An   | Populație |
| ---- | --------- |
| 1785 | 2666      |
| 1889 | 6023      |
| 1897 | 11 020    |
| 1966 | 20 600    |
| 1989 | 24 350    |
| 2013 | 19 082    |
| 2019 | 18 127    |
| 2023 | 3536      |